# Katedra Arabistyki i Islamistyki Wydziału Orientalistycznego Uniwersytetu Warszawskiego

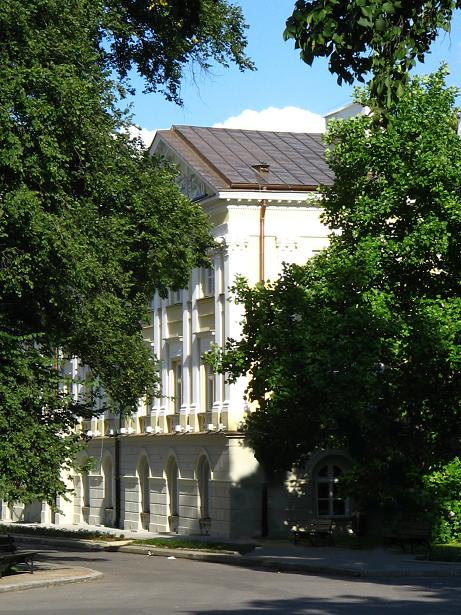
Budynek Wydziału Orientalistycznego przy Krakowskim Przedmieściu 26/28, siedziba Katedry Arabistyki i Islamistyki

Katedra Arabistyki i Islamistyki UW (KAiI UW) jest największym centrum badań w zakresie arabistyki i islamistyki w Polsce. Jako jednostka naukowa wchodzi w skład Wydziału Orientalistycznego Uniwersytetu Warszawskiego.
Historia badań arabistycznych na Uniwersytecie Warszawskim nie jest zbyt odległa w czasie, ale ściśle związana z prof. Józefem Bielawskim, który to, w roku 1958 objął Sekcję Arabistyczną przy Katedrze Turkologii UW. W ciągu następnych lat, prof. Bielawski starał się o utworzenie samodzielnej arabistyki, do czego doszło w roku 1964 wraz z powołaniem Katedry Arabistyki. Następnie Instytut Orientalistyczny po zmianie struktury organizacyjnej w roku 1970, pozwolił rozszerzyć zakres działań o islamistykę. W związku z tym powstała nazwa Zakład Arabistyki i Islamistyki. 24 lutego 2009 roku Rada Wydziału Orientalistycznego UW zdecydowała przemianować Zakład Arabistyki i Islamistyki UW w Katedrę Arabistyki i Islamistyki Wydziału Orientalistycznego Uniwersytetu Warszawskiego.
Głównymi kierunkami badań w KAiI UW są: islamistyka, filozofia arabska, historia literatury arabskiej, kultura Arabii przedmuzułmańskiej oraz klasyczna kultura arabsko-muzułmańska, językoznawstwo i dialektologia języka arabskiego, etnologia i antropologia kulturowa, historia świata arabskiego, problemy polityczne świata arabskiego, historia muzułmańskiej myśli politycznej, historia arabistyki i islamistyki polskiej i światowej.
Katedra prowadzi studia w zakresie arabistyki i islamistyki. Nabór na studia odbywa się co roku, a od roku akademickiego 2007–2008 został wprowadzony podział na studia pierwszego (licencjat) i drugiego (magister) stopnia.
Katedra Arabistyki i Islamistyki posiada największą w Polsce bibliotekę arabistyczną. Co roku wydaje także czasopismo naukowe Studia Arabistyczne i Islamistyczne o zasięgu międzynarodowym.

## Kierownicy
- prof. Katarzyna Pachniak od 2006
- prof. Janusz Danecki 1981-2006
- prof. Krystyna Skarżyńska-Bocheńska 1980-1981
- prof. Józef Bielawski 1964-1980

## Pracownicy
- prof. Marek M. Dziekan
- prof. Katarzyna Pachniak
- dr hab. Anna Paulina Lewicka
- dr hab. Marcin Grodzki
- dr Magdalena Kubarek
- dr Magdalena Pinker
- mgr Abdel Kader Mousleh
- mgr Joanna Musiatewicz
- mgr Dalia Nazmi
- Amal Alchaikha

## Pracownicy Biblioteki KAiI
- mgr Jacek Galewski (od 2019)

## Byli i emerytowani pracownicy
- prof. Józef Bielawski (ur. 1910 - zm. 1997)
- prof. Janusz Danecki
- dr hab. Katarzyna Górak-Sosnowska (w latach 2009-2013)
- dr Hatif Janabi (do 30.09.2019)
- dr Georges Kass
- dr Jakub Al-Khamisy
- dr hab. Maciej Klimiuk (w latach 2012-2013)
- mgr Anna Kowal (do 30.09.2019)
- dr Jolanta Kozłowska (do 2002)
- dr Zbigniew Landowski (w latach 2006-2010)
- prof. Danuta Madeyska (do 2014)
- prof. Ewa Machut-Mendecka (ur. 1946 - zm. 2021)
- Hanna Mukarkar (ur. 1920 - zm. 2012)
- dr hab. Ahmad Nazmi (zm. 21.06.2015)
- dr Ryszard Piwiński (ur. 1947 - zm. 2007)
- prof. Krystyna Skarżyńska-Bocheńska (do 2011)
- mgr Barbara Wrona (do 31.10.2017)
- dr George Yacoub (do 30.09.2018)

## Adres
Katedra Arabistyki i Islamistyki Uniwersytetu Warszawskiego
Krakowskie Przedmieście 26/28
00-927 Warszawa